# منيرة درعاوي
منيرة بنت عبد الله درعاوي وتشتهر منيرة درعاوي (مواليد 4 سبتمبر 1974 في ولاية سليانة، تونس) هي كاتبة تونسية، تخرجت من دار المعلمين بالقيروان، تكتب دوريًا في زاوية «رؤى جديدة» بمجلة «الإمارات» الثقافية.

## مؤلفاتها
- «أنثى الضّوء» (رواية)، 2013
- «حلم مستراب» (رواية)، 2014[4]
- «عازف الظلّ» (مجموعة قصصية)، 2014[5]
- «قطاف الرّوح» (نثر فنّي)، 2014
- «مدينة النّساء» (مجموعة قصصية)، 2015[6]
- «هواجس اللّيلة الأخيرة» (رواية)، 2015[7][8]
- «أرصفة الضباب أو الطريق إلى داعش» (رواية)، 2017[9][10]

## جوائز وتكريمات
- جائزة زبيدة بشير للإبداع الكتابي، عن رواية «هواجس اللّيلة الأخيرة»، 2015[11]
- جائزة كتارا للرواية العربية، فئة رواية الفتيان غير المنشورة، عن رواية «ليس شرطا أن تكون بطلا خارقا لتنجح»، 2017[12]